# Parque nacional de Patvinsuo

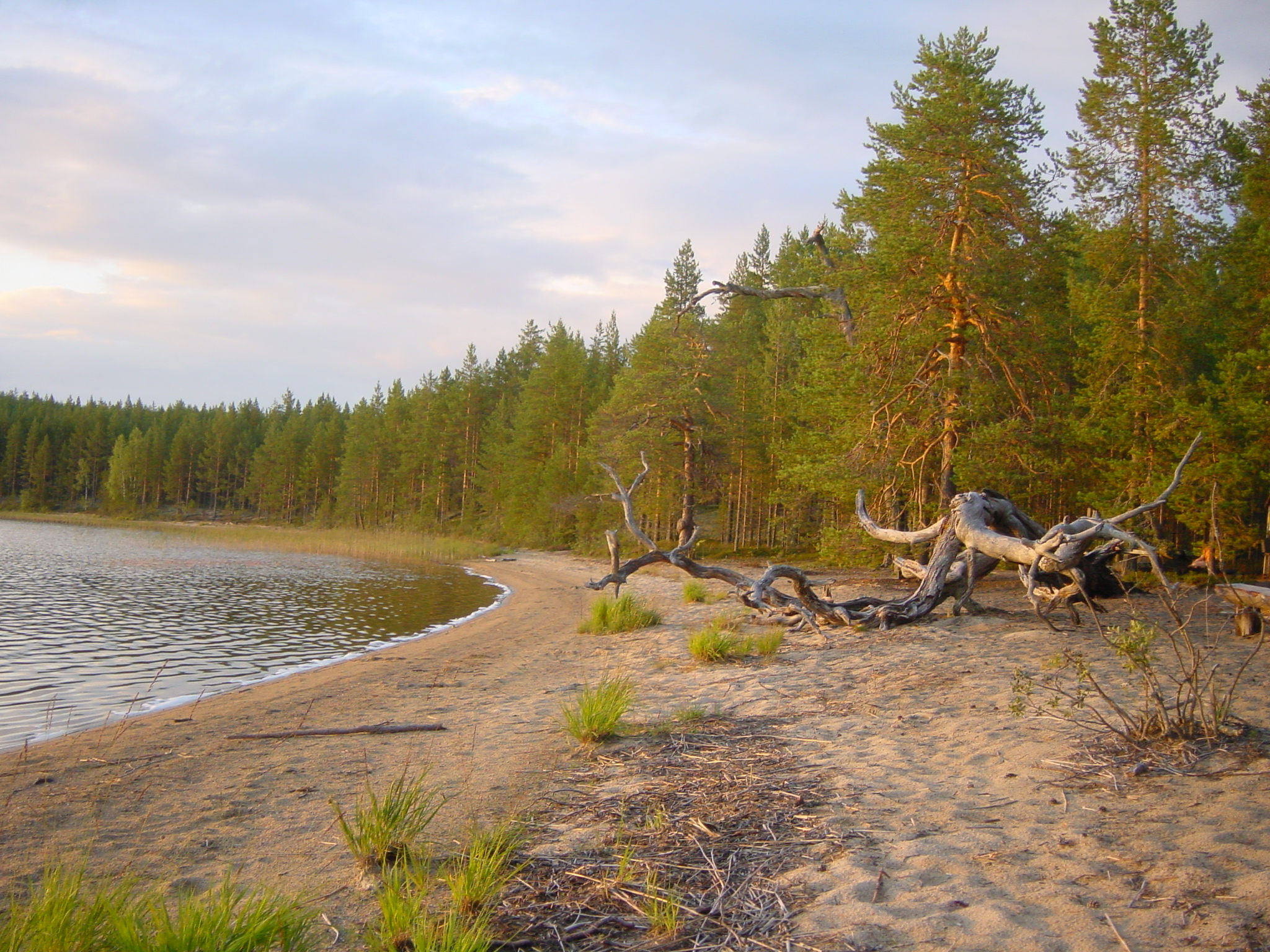
Lago Suomunjärvi en el Parque nacional de Patvinsuo

El Parque nacional de Patvinsuo (en finlandés: Patvinsuon kansallispuisto) se encuentra en la región de Carelia del Norte, en Finlandia, en los municipios de Lieksa e Ilomantsi. Se estableció en 1982 y tiene una extensión de 105 km². Hay 80 kilómetros de senderos marcados para caminar en el área.
El parque es un mosaico de ciénagas, bosques secundarios y algunos bosques maduros. Al nordeste del parque se encuentra el lago Suomujärvi, de 5 km de longitud y unos 4 km de anchura, con 24 km de playas de arena y una profundidad máxima de 27 m, alimentado por el río Koitajoki. Al sur, limita el parque el lago Koitere. Entre los animales se pueden ver osos pardos, linces, glotones, castores, cisnes, gansos, etc.

## Características
El bosque primario de Autiovaara se ha desarrollado sin perturbaciones durante más de cien años. Entre los abetos con líquenes Usnea y los viejos pinos, también crecen en la zona grandes álamos temblones. Los árboles viven mucho tiempo, mueren, se caen y finalmente se descomponen. En los árboles viejos y caídos anidan pájaros carpinteros y otras aves como el papamoscas papirrojo, y también crecen los poliporos. Las ciénagas, que cubren más de la mitad del parque, son variadas, hay pantanos abiertos y turberas aapa (zonas elevadas de turba y zonas hundidas alineadas). En su entorno, hay pinos y bosques de píceas, con un sotobosque en el que se encuentra la mora de los pantanos y otras bayas.
En los 27 km de orillas del lago Suomunjärvi hay playas arenosas y zonas poco profundas que favorecen la biodiversidad. Un sendero llamado Suomunkierto rodea el lago. Otro lago en el norte es Iso Hietajärvi, también con un fondo arenoso y aguas transparentes. En ambos lagos está prohibida la pesca.
El emblema de Patvinsuo es el oso pardo, animal nacional de Finlandia. Entre las aves, el lagópodo común, el chorlito dorado común y el zarapito trinador.